# Бен-Гур (мини-сериал)
«Бен-Гур» (англ. Ben-Hur) — мини-сериал, снятый совместно немецкими и британскими кинематографистами. Режиссёром выступил Стив Шилл, известный по популярному телесериалу «Декстер». Фильм является четвёртой экранизацией знаменитого романа Лью Уоллеса. Премьера телефильма состоялась в Канаде 4 апреля 2010 года.

## Сюжет
Действие фильма происходит в Иудее во времена Христа. Два друга, еврей Иуда Бен Гур и римлянин Мессала встречаются после долгой разлуки взрослыми людьми и понимают, что дружба уже невозможна. Иуда сочувствует борьбе своего народа за освобождение, а Мессала требует, чтобы тот предал своих соотечественников.

## В ролях
| Актёр               | Роль              |
| ------------------- | ----------------- |
| Джозеф Морган       | Иуда Бен-Гур      |
| Стивен Кэмпбелл Мур | Мессала           |
| Эмили ВанКамп       | Эстер             |
| Кристин Кройк       | Тирза             |
| Бен Кросс           | Император Тиберий |
| Хью Бонневиль       | Понтий Пилат      |
| Джулиан Каси        | Иисус Христос     |
| Алекс Кингстон      | Руфь              |
| Рэй Уинстон         | Квинт Арий        |
| Арт Малик           | Шейх Ильдерим     |